# Château de Maubreuil
Le château de Maubreuil est situé en France, dans la commune de Carquefou, département de la Loire-Atlantique, région des Pays-de-la-Loire.

## Histoire
Une chapellenie a été fondée sur ce domaine, le 25 décembre 1671 sous le patronage de Sainte Anne. Avant la Révolution française, Maubreuil s'écrivait Maubreil.
En 1815, à la mort de son père, le marquis Jacques-Armand Guerry de Beauregard hérite du domaine. Toutefois, criblé de dettes, celui-ci est saisi et vendu à Félix Cossin (1762-1816), seigneur de Chources, armateur de navires corsaires et négrier, plus grosse fortune de Nantes en 1815.
Mort l'année suivante, son fils homonyme Félix Cossin de Chources reprend de domaine. Il fait démolir les vestiges de l’ancien château incendié durant la Révolution, dont il ne subsiste qu'un pigeonnier, une chapelle privée et un pavillon de chasse du XVIIe siècle, et fait construire à la place l'actuel château.
En 1934, le marquis de Dion cède le domaine au département qui y fait construire un sanatorium dans le parc. Les bâtiments sont inaugurés en 1938. En 1972, ces bâtiments abritent un centre de rééducation fonctionnelle,.
En 2013, un comité de pilotage composé du centre hospitalier, du conseil général de Loire-Atlantique, de Nantes Métropole, et de la commune de Carquefou a validé la cession du centre hospitalier et des terrains adjacents au Crédit mutuel pour la construction d'un centre de formation. Il a aussi opté pour la cession du château, des dépendances, de la maison de l'étang et de l'ancienne ferme à la société Astrolade. Le reste du domaine a fait l'objet d'une acquisition par la commune,,.
Le château, acheté par l'entrepreneur nantais Philippe Rousse, a fait l'objet de travaux de restauration durant sept ans afin d'être transformé en hôtel cinq étoiles disposant de quatorze suites, de trois appartements, d'un Spa partenaire Cinq Mondes et d'un restaurant gastronomique, "La Table du Marquis. Il s'agit du premier établissement cinq étoiles situé dans l'agglomération nantaise dont l'ouverture est prévu pour le 12 décembre 2019,.

## Propriétaires successifs

### Ancien château de Maubreil
- 1398 - Guillaume de Couppegorge, seigneur de Maubreil[2].
- 1516 - Alain de Couppegorge, seigneur de Maubreil.
- 1542 - François de Couppegorge, seigneur de Maubreil, époux de Françoise Ménardeau.

- 1544 - Bertrand de Couppegorge, seigneur de Maubreil, la Salle, la Poterie.
- 1575 - Arthur Ménardeau seigneur de Maubreil, époux de Marguerite de Couppegorge, dame de Maubreuil, le 9 novembre 1575[11].
- 1649 - Noël Ménardeau (1578-1649) seigneur de Maubreil, la Hullonnière, la Salle, la Plesse.
- 1670 - Michel Ménardeau (1629-1685), seigneur de Maubreil et de La Gillière, fonde une chapellenie à Maubreil en 1671[4].

- 1744 - Jean-François Ménardeau, écuyer, seigneur de la Hullonnière et de Maubreil[11].

- 1750 - Bonaventure-Armand Ménardeau, seigneur de Maubreil et de la Gillière[12], capitaine de dragons.
- 1783 - Jacques-Louis-Marie de Guerry de Beauregard, chef de bataillon au gardes de Monsieur, époux de Marie-Bonne-Félicité Ménardeau dame de Maubreil. Émigré puis chouan, tué le 20 mai 1815 à la bataille d'Aizenay[12].

### Actuel château de Maubreuil

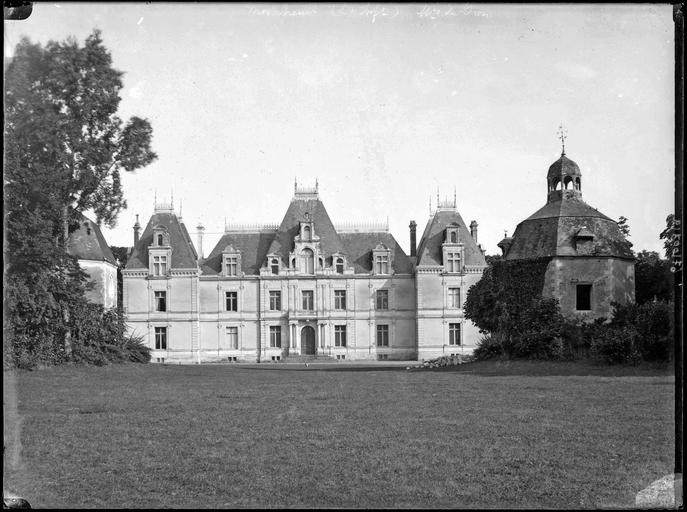

- 1815 - Jacques Marie Armand Guerry de Beauregard[13], dit le comte de Maubreuil et marquis d’Orvault[12] (1783-1866), né le 26 mai 1783 au château de Maubreuil, écuyer de Jérôme Bonaparte[14]. Arrêté et condamné d'abord en 1815 puis après la Seconde Restauration[15], à la suite de l'affaire dite de Maubreuil et les bijoux de la Couronne. Il est aussi l'auteur d'un guet-apens le 20 janvier 1827 à l'église Saint-Denis où il donnera un soufflet (gifle) au prince Talleyrand[16]pour venger son honneur.

- 1815 - Félix Cossin de Chourses (Père) (1762-1816), armateur de corsaire et négrier, conseiller municipal de la ville de Nantes de 1805 à 1815. Acquiert judiciairement en 1815 le château de Maubreuil et ses six métairies pour 171 000 livres[17].
- 1816 - Félix Cossin de Chourses (Fils) (1798-1854), maire de Carquefou.
- 1855 - Albert-Guillaume-Louis-Joseph de Dion, époux de Laure-Félicie Cossin de Chourses (1831- ).

- 1901 - Jules-Albert de Dion (1856-1946) marquis de Dion, fabricant d'automobiles de Dion-Bouton.
- 2012 - Philippe Rousse, entrepreneur.